# Corentin Ermenault
Corentin Ermenault (27 januari 1996) is een Frans baan- en wegwielrenner die sinds 2023 rijdt voor de in Franse amateurploeg Team Bricquebec Cotentin.

## Carrière
In 2013 werd Ermenault vierde in de tijdrit voor junioren op het Europese kampioenschap en zevende op het wereldkampioenschap. Een jaar later werd hij tweede van Europa en won hij de nationale titel. Op de baan won hij in beide jaren meerdere medailles op de nationale en Europese kampioenschappen.
In 2016 won Ermenault, samen met Benjamin Thomas, Florian Maître, Thomas Denis en Sylvain Chavanel, de ploegenachtervolging op het Europees kampioenschap. Daarnaast werd hij op de weg onder meer derde in de Ronde van Vlaanderen voor beloften, tweede op het nationale kampioenschap tijdrijden voor beloften, vierde op het Europees kampioenschap en negentiende in diezelfde categorie wereldkampioenschap. In 2017 behaalde hij de bronzen medaille in de tijdrit voor beloften op zowel het Europese als op het wereldkampioenschap.

## Baanwielrennen

### Palmares
| Jaar     | NK                                                          | EK                                                | WK            | Overig                                      |
| Junioren | Junioren                                                    | Junioren                                          | Junioren      | Junioren                                    |
| -------- | ----------------------------------------------------------- | ------------------------------------------------- | ------------- | ------------------------------------------- |
| 2013     | Achtervolging · Ploegenachtervolging                        | Ploegkoers · Ploegenachtervolging · Achtervolging |               |                                             |
| 2014     | Achtervolging · Ploegkoers · Ploegenachtervolging           | Puntenkoers · Achtervolging                       |               |                                             |
| Beloften |                                                             |                                                   |               |                                             |
| 2015     | Ploegkoers · Ploegenachtervolging                           | Achtervolging                                     |               |                                             |
| 2016     |                                                             | Ploegenachtervolging                              |               |                                             |
| Elite    |                                                             |                                                   |               |                                             |
| 2014     | Ploegenachtervolging                                        |                                                   |               | Gent: Puntenkoers, Scratch                  |
| 2015     | Ploegenachtervolging · Achtervolging                        |                                                   |               | Roubaix: Ploegenachtervolging Gent: Scratch |
| 2016     | Ploegenachtervolging · Achtervolging · Omnium · Puntenkoers | Ploegenachtervolging · Achtervolging              |               | Fenioux: Achtervolging                      |
| 2017     | Achtervolging · Ploegenachtervolging                        | Ploegenachtervolging                              |               |                                             |
| 2018     |                                                             |                                                   |               |                                             |
| 2019     |                                                             | Achtervolging                                     |               |                                             |
| 2020     |                                                             |                                                   | Achtervolging | WB Milton: ploegenachtervolging             |
| 2021     | achtervolging                                               |                                                   |               |                                             |
| 2022     | achtervolging · koppelkoers                                 |                                                   |               |                                             |
| 2023     | achtervolging                                               | ploegenachtervolging                              |               |                                             |

## Wegwielrennen

### Overwinningen
2014
 Frans kampioen tijdrijden, Junioren
2022
1e etappe Ronde van de Mirabelle (tijdrit)

## Resultaten in voornaamste wedstrijden op de weg
|      | \| Jaar \| Parijs-Roubaix \| Amstel Gold Race \| \| ---- \| -------------- \| ---------------- \| \| 2018 \| opgave \| \| \| 2019 \| 90e \| opgave \| |                  |
| Jaar | Parijs-Roubaix | Amstel Gold Race |
| 2018 | opgave |                  |
| 2019 | 90e | opgave           |

## Ploegen
- 2017 –  Team Wiggins
- 2018 –  Vital Concept Cycling Club
- 2019 –  Vital Concept-B&B Hotels
- 2020 –  AVC Aix-en-Provence
- 2021 –  AVC Aix-en-Provence
- 2022 –  AVC Aix-en-Provence
- 2023 –  Team Bricquebec Cotentin

Bagot · Boeckmans · Coquard · Corbel · Courteille · De Backer · Ermenault · Fournier · Garel · Lammertink · Le Bon · Lecroq · Manzin · Morice · Mottier · Müller · Pacher · Reza · Turgis · Van Genechten